# Keiskea
Keiskea  é um gênero botânico da família Lamiaceae.

## Espécies
| - Keiskea australis - Keiskea elscholtzioides - Keiskea elsholtzioides - Keiskea glandulosa | - Keiskea japonica - Keiskea macrobracteata - Keiskea sinensis - Keiskea szechuanensis |

## Nome e referências
Keiskea Miquel, 1865